# Eois mediofusca
Eois mediofusca là một loài bướm đêm trong họ Geometridae.